# لغة الهندسة العامة
لغة الهندسة العامة (Gellish - generic engineering language) هي لغة شكلية يمكن للحاسوب تحليلها. وهي تصلح لنمذجة المعلومات وتمثيل المعرفة.